# Anaktoria (wiersz)

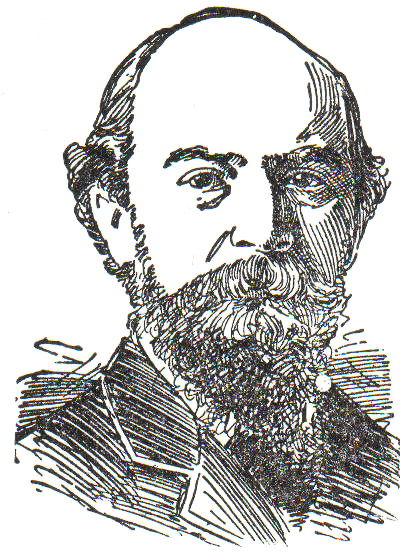
Algernon Charles Swinburne

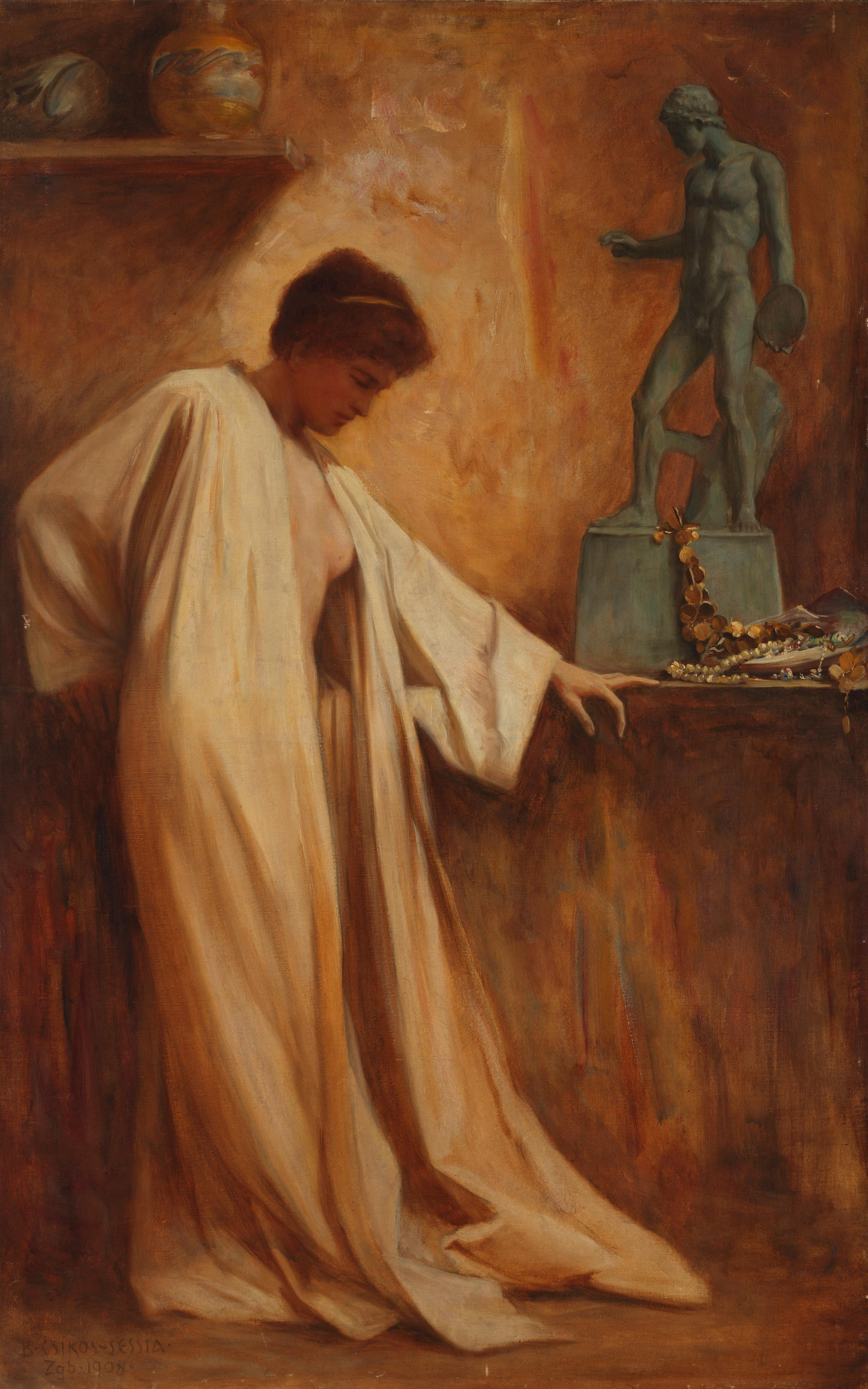
Bela Čikoš Sesija, Safona

Anaktoria (ang. Anactoria) – wiersz angielskiego poety i dramaturga Algernona Charlesa Swinburne’a, opublikowany w zbiorze Poems and Ballads w 1866. 

## Forma
Utwór jest napisany przy użyciu dystychu bohaterskiego (heroic couplet), czyli parzyście rymowanego pentametru jambicznego (dziesięciozgłoskowca). Ma formę monologu dramatycznego. Podmiotem mówiącym jest grecka poetka Safona. Utwór odwołuje się do jednego z liryków Safony (Do Anaktorii).

My life is bitter with thy love; thine eyes
Blind me, thy tresses burn me, thy sharp sighs
Divide my flesh and spirit with soft sound,
And my blood strengthens, and my veins abound.
I pray thee sigh not, speak not, draw not breath;
Let life burn down, and dream it is not death.
I would the sea had hidden us, the fire
(Wilt thou fear that, and fear not my desire?)
Severed the bones that bleach, the flesh that cleaves,
And let our sifted ashes drop like leaves.
I feel thy blood against my blood: my pain
Pains thee, and lips bruise lips, and vein stings vein.

## Treść
Utwór ma charakter otwarcie erotyczny, co dla pruderyjnych wiktoriańskich czytelników było czymś szokującym. Anactoria została nawet nazwana najsławniejszym i najbardziej skandalizującym utworem poety. Jest wyznaniem Safony skierowanym do Anaktorii. David A. Cook podkreśla jednak, że Swinburne tematykę miłosną traktuje jako pretekst do ukazania wyobcowania artysty w kulturze zachodu. Poeta porusza też kwestię unieśmiertelnienia człowieka w dziele literackim. Swinburne uważał Safonę za największą poetkę w historii i wielokrotnie o niej pisał. Wspominał ją między innymi w wierszach Sapphics (1866) i On the Cliffs (1880). Elizabeth Prettejohn uważa, że poemat Swinburne’a wyznacza moment, od którego Safona jest w kulturze zachodniej postrzegana jako kobieta kochająca inaczej.

## Przekład
Na język polski wiersz Swinburne’a przełożył (jedenastozgłoskowcem) Jan Kasprowicz. Przekład został opublikowany w autorskiej antologii Poeci angielscy. Wybór poezyi, wydanej we Lwowie w 1907. 

Księżyc, śnieg, rosa już mnie nie uleczy,
I wszelkie inne, chłód niosące rzeczy,
Już nie uleczą mnie i nie ukoją,
Aż sen najwyższy przyjdzie z ciszą swoją,
Aż czas zaniknie w każdym swym okresie,
Aż przeznaczenie jarzmo bogów zniesie
I, by nasycić wszelką mą podnietę,
Da mi na usta i Lotus i Lethę,
Aż mnie pogrąży całą w mroków łożu
I w wiekuistem, niezmożonem morzu.